# تاي تشي

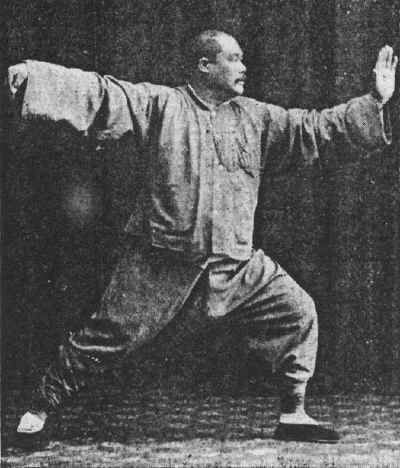
معلم يمارس التاي تشي بأسلوب يانغ

التاي تشي (بالإنجليزية: Tai chi)‏ أو تاي تشي تشوان (بالإنجليزية: Tai chi chuan)‏ كما هو معروف في الصين هو فن قتالي داخلي دفاعي صيني قديم مشابه لملاكمة الظل (بالإنجليزية:  Shadow Boxing)‏.وعلى امتداد عدة قرون بالصين، ظل تاي تشي ميراثاً سرياً بين الناس وكان كل جيل يعلمه للجيل التالي.
تزايدت شعبيته خلال القرن العشرين ومورس على مستوى العالم.ومن خلال التاي تشي أنت تتبع سلسلة من الحركات البطيئة، الرشيقة التي تحاكي الحركات التي تؤديها في حياتك اليومية. وهي تسمى عند بعض الشعوب بالشفاء في الحركة.

## تعريف
تاي تشي يقوم على نظرية تنص على أن التمرين المستمر يساعد على تدريب الجسد على الاستجابة السريعة في حالة وقوع أزمة ولما كانت الحركات تركز على الاسترخاء التام والتركيز السلبي، فإنه يمكن مقارنتها «بالتأمل أثناء الحركة» الذي يقال أنه علاج للجهاز العصبي. والحركات الرقيقة الرشيقة مع أنماط التنفس العميق، ويقال أنها تخفض كلاً من ضغط الدم وسرعة النبض. وهي تختلف عن الرياضات الأخرى من عدة جوانب حيث تكون الحركات دائرية في أغلبها وتقوم على إرخاء العضلات والأنسجة الضامة بدلا من شدها، دون ثني المفاصل بالكامل أو تمديدها .

## فن التاي تشي
تشمل رياضة التاي تشي على العديد من الأنماط الحركية منها:
تشين( بالإنكليزية chen ) يعتمد هذا النمط على ممارسة حركات سريعة و بطيئة معا،ويمكن اتباع هذا النمط للمحترفين.
يانغ (بالإنكليزية Yang) يعتمد هذا النمط على ممارسة حركات بطيئة للاسترخاء، ويعتبر الأنسب للمبتدئين.
وو(بالإنكليزية Wu) يعتمد على ممارسة حركات دقيقة جداببطء شديد.
سون (بالإنكليزية Sun) يشبه نمط تشين في العديد من الجوانب، لكن ينطوي على حركاتأخف قدرالايقوم فيها الشخص بالركلواللكم.

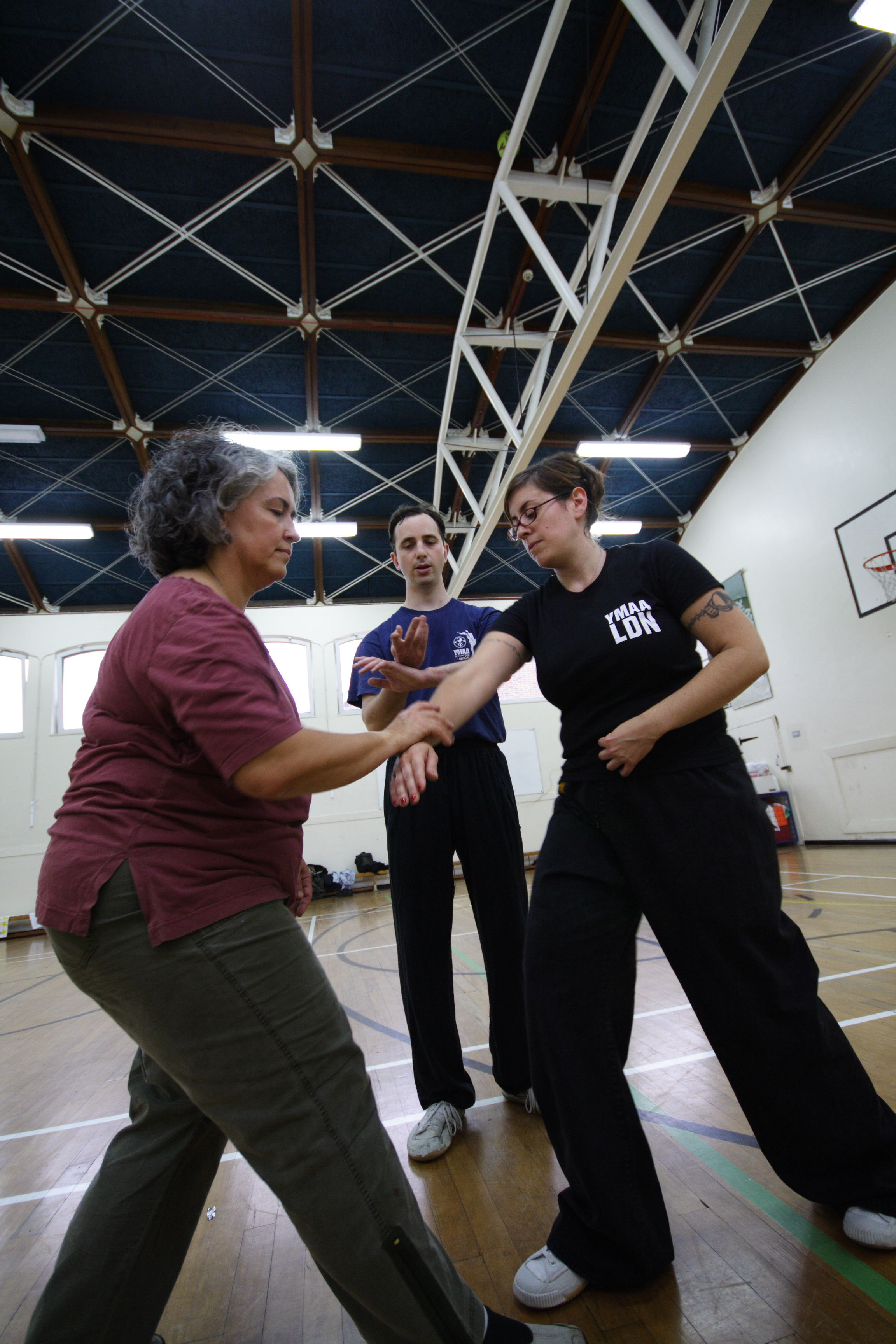
ممارسان يتعلمان حركات التاي تشي

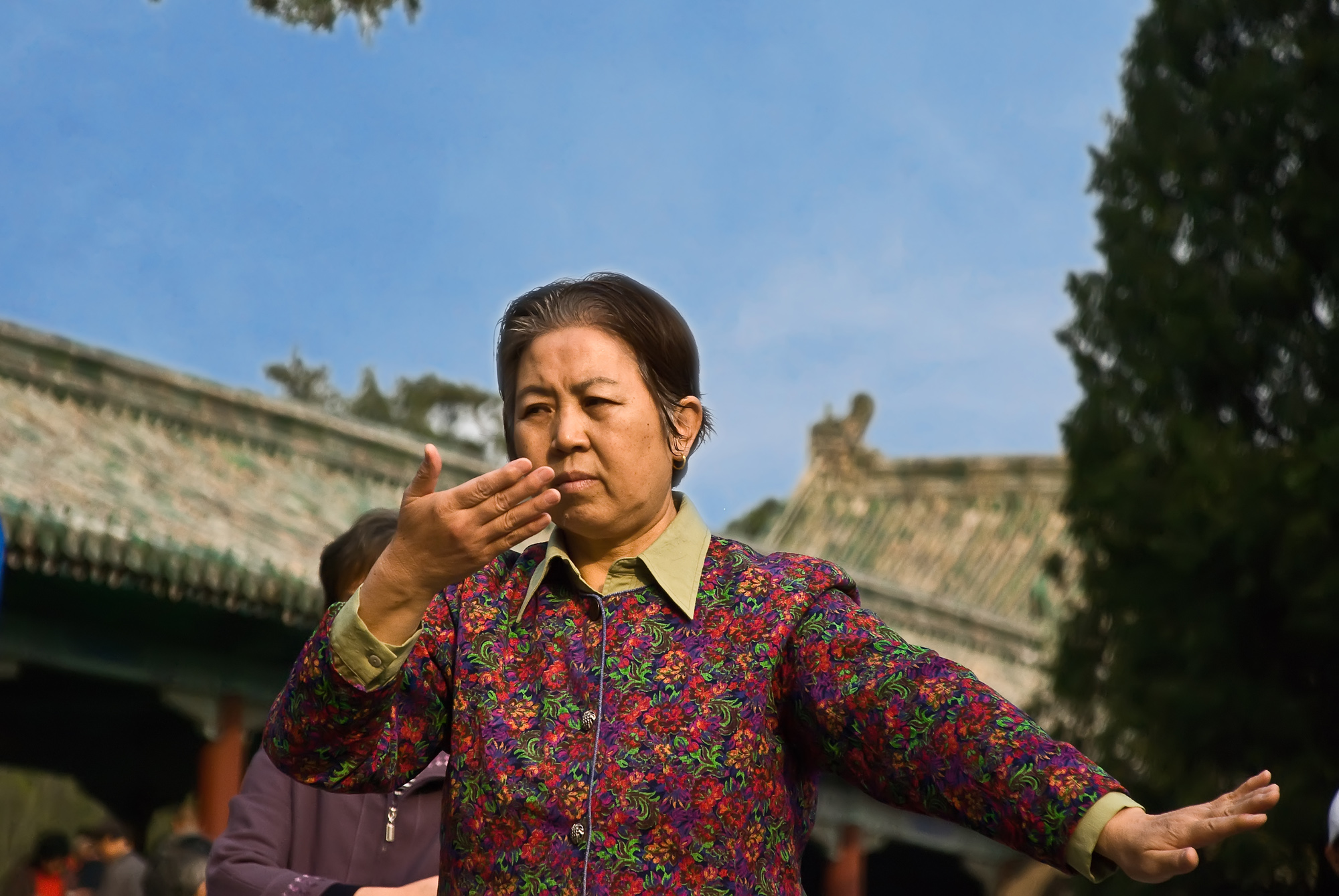
امرأة تمارس التاي تشي بأسلوب يانغ

## فوائد التاي تشي
يقال أنها تسرع من خطى الشفاء وتحسن كفاءة الدورة الدموية وتقوي الوظائف المناعية وتقلل حدة التوتر. فالحركات الانسيابية المفعمة بالنشاط تستخدم بدلاً من التصرفات العنيفة.
والتمرين يركز على التنفس العميق من البطن الذي يمكن أن يساعد على الحفاظ على أداء أفضل للرئتين.
وباعتباره تمريناً منخفض الشدة فإنه ملائم لكبار السن أو لأولئك الذين يعانون من صعوبات تنفسية حادة.
وهو يحسن من معدل نبض القلب والوظائف العامة للجهاز الدوري.
طبقاً للبحوث الاكلينيكية، قد يقدم التاي تشي ميزة اضافية بقضائه على مشاكل التنفس المرتبطة بالتقدم في العمر، وبخاصة لدى المسنين.
وفي دراسة وردت بمجلة جميعة طب المسنين الأمريكيين عام 1995م، تبين أن التاي تشي يساعد في تحسين الوظائف الرئوية لدى المسنين.
وقد أظهرت دراسات أخرى أن ممارسة التاي تشي قد تساعد الأشخاص الأكبر سناً على تحسين توازنهم وتقليل عدد مرات سقوطهم أيضاً. ففي إحدى تلك الدراسات تبين أن المسنين المشاركين فيها الذين مارسوا التاي تشي بانتظام صرحوا أن تلك الرياضة قد ساعدتهم على تحقيق القدرة على التوازن بما يماثل قدرة من يصغرونهم بثلاث إلى عشر سنوات. وهذه الدراسة التي شملت مئتين من المسنين في سن السبعين وما فوقها قد نشرت في مجلة جمعية طب المسنين الأمريكيين (1996)، وورد فيها أن أولئك الذين شاركوا في برنامج تاي تشي لمدة 15 أسبوعاً قد قل معدل سقوطهم أرضاً بنسبة 47,5%., ومن الفوائد الهامة لرياضة التاي تشي مايلي:
تخفيف الألم العضلي الليفي رياضة التاي تشي تخفف من آلام العديد من الأمراض المزمنة، مثل الألم الليفي العضلي.
تخفيف أعراض الانسداد الرئوي المزمن إن ممارسة رياضة التاي تشي لمدة12 أسبوع يخفف من أعراض الانسداد ويحسن من نوعية حياة المرضى حسب دراسة نشرت عام 2014 في المجلة العالمية لمرض الانسداد الرئوي المزمن.
المساعدة على التوازن لدى مرضى باركنسون إن رياضة التاي تشي تقلل من عدد مرات سقوط مرضى الباركنسون وتساعد على إستعادة قوة السيقان و التوازن العام وذلك حسب دراسة نشرت عام 2012 في مجلة نيو إنجلاند للطب.
تخفيف آلام التهاب المفاصل تساعد رياضة التي تشي على تحسين حركة المفاصل و استعادة توازنها والتخفيف من حدة الألم.
التقليل من خطر السقوط لدىرياضة التاي تشي تحسن الوظيفة الحركية لدى كبار السن و بالتالي تساعد على استعادة توازن الجسم خاصة بعد المواظبة على ممارستهاكما أنها تزيد الثقة بالنفس الأمر الذي يخفف من خوف الشخص من السقوط وبالتالي يتشجع على الحركة دون خوف مما يحسن من نوعية حياته.
تحسين الوظيفة الإدراكية لدى كبار السن رياضة التاي تشي تعزز قوة الذاكرة وتزيد قوة التركيز لدى كبار السن الذين يعانون من ضعف الإدراك، وتزيد من كفائتهم في أداء المهام المختلفة.
التقليل من التوتر إن الهدف من رياضة التاي تشي هوا لاسترخاء من عدة جوانب فهي تؤثر على الجهاز العصبي بشكل إيجابي وتنظم افراز هرمونات في الجسم وتساعد على تحسين جودة النوم وبالتالي فهي تقلل من التوتر و القلق وتخفف من أعراض الاكتئاب.
المساعدة على فقدان الوزن إن ممارسة رياضة التاي تشي خمس مرات اسبوعيا لمدة 45 دقيقة ولمدة 12 اسبوع،ساعد على فقدان حوالي رطل من وزن الجسم وذلك حسب إحدى الدراسات المنشورة عام 2015 في مجلة الطب البديل.
تعزيز صحة الأطفال النفسية و الجسدية رياضة التاي تشي تساعد في تحسين أعراض اضطراب فرط الحركة ونقص الانتباه لدى الأطفال كما أنها تعزز من ثقتهم بأنفسهم و احترامهم لذاتهم.

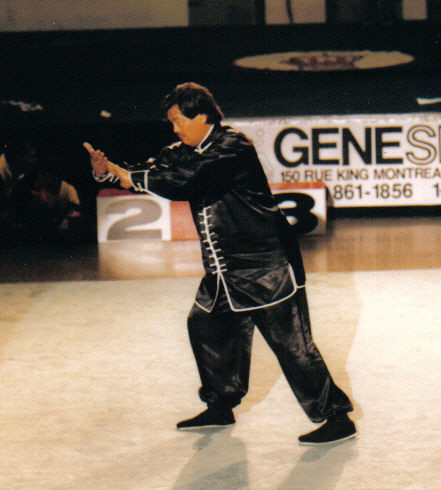
إيدي وو يمارس التاي تشي في عام 1998 م حسب نوع وو في تورنتو ، كندا

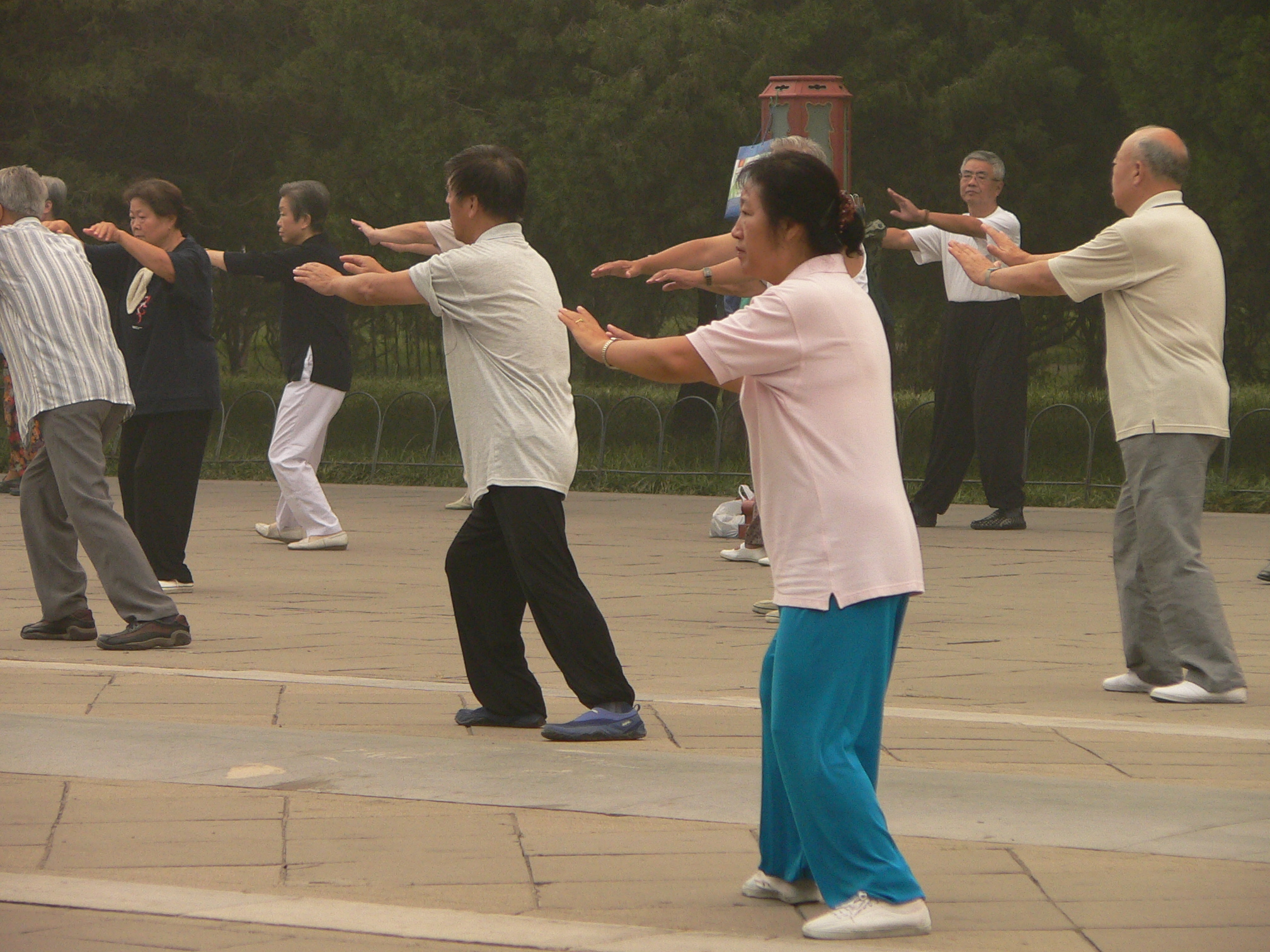
تمرين خارجي في معبد الجنة للتاي تشي في بكين.

## تاي تشي والثقافة الصينية
على مدى قرون كان فن التاي تشي أحد أهم مقومات الثقافة الصينية ولكن مؤخرا بدأ هذا الفن يكتسب شعبية عالية في الغرب حيث ينصح الأطباء بتطبيقه كإحدى الطرق الفعالة للوقاية من الضغط الذي يعاني منه الإنسان في المجتمعات الحديثة. ويعني مصطلح تاي تشي في اللغة الصينية «القوة العليا المطلقة». وفي الثقافة الصينية ارتبط مفهوم القوة العليا المطلقة بمفهوم ين يانج الذي يقول إن المرء يمكنه أن يرى ازدواجية ديناميكية في كل الأشياء المحيطة به مثل أن يرى الإيجابي والسلبي والنور والظلام. وترجع أصول التاي تشي إلى الفنون القتالية الصينية التقليدية ولكنها كما تمارس اليوم في الغرب أقرب إلى مزيج بين اليوجا والتأمل. ويتألف التاي تشي من مجموعة من الحركات تؤدى ببطء وسلاسة بترتيب معين وهي مستوحاة من حركة الطيور والحيوانات. ولهذا فإن شعار معلمي التاي تشي في الغرب «كن قويا كالدب، سريعا كالظبي، سريع الحركة كالقرد، ورشيقا كطائر الكركي». ويقول معلم التاي تشي دتلف كلوسو من معهد وشو في دوسلدورف "إن التركيز ليس على العضلات أو القوة بل على الروح والقلب. على الطاقة الداخلية التي تحرك أجسادنا".. وطبقا للفلسفة الصينية فإن التاي تشي يجعل طاقة الجسد تفيض ويعيد الانسجام بين الجسد والطبيعة من حوله. ويقول كلوسو إن الطب الغربي أثبت الآثار الصحية الايجابية للتاي تشي. ويشرح كلوسو هذه الآثار بالتفصيل فيقول «إن ممارسة التاي تشي تؤدي إلى تنظيم عملية الضخ إلى القلب وذلك عن طريق تغيرات إيقاعية في منقطة المعدة. أما التنفس المنتظم فله تأثير إيجابي على الجهاز العصبي المركزي. ويساعد هذا الفن على شد عضلات الرقبة والارداف». وفي الآونة الأخيرة ازداد عدد شركات التأمين التي أصبحت تعي الآثار الايجابية للتاي تشي حتى أصبحت توصي به عملاءها. وفي ألمانيا تساهم عدد من شركات التأمين في دفع مصاريف دورات تدريب التاي تشي لعملائها. ويساعد التاي تشي على تدريب الجسد على كيفية الاسترخاء. وخلال الدورة التدريبية يتعلم الناس عدم الاستجابة إلى المصاعب التي تواجههم في الحياة بالمقاومة ولكن النظر إليها أولا بوعي وتفهم ثم الاستجابة.
يقول كلوسو«إذا ما عشنا حياتنا بعناد وبعقلية صلبة فسوف نفقد القدرة على السباحة مع التيار».

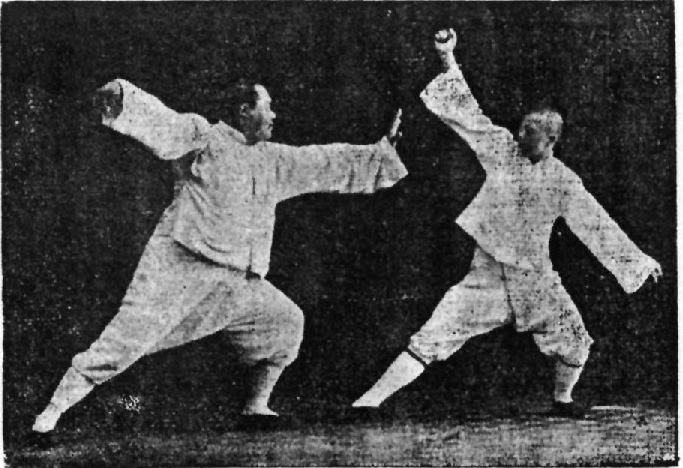
معلمان يتتدربان على أسلوب التاي تشي شوان أسلوب يانغ